# Codex Mendoza
Codex Mendoza (špa: Códice Mendoza, često i La coleccion Mendoza) je astečki spis iz 16. stoljeća. Knjiga opisuje povijest Asteka, njihove vladare i svakodnevni život. Spis je bogato ilustriran a tekst je na španjolskom. Original se čuva u Bodleianskoj knjižnici na oxfordskom sveučilištu.

## Knjiga
Codex Mendoza sadrži 71 stranu i podijeljen je u tri dijela.:
- Prvi dio na 16 strana opisuje povijest Asteka u periodu od 1321. do 1521. godine, od osnivanja grada Tenochtitlána pa sve do španjolskog osvajanja Meksika.
- Drugi dio na 39 strana opisuje osvajanje susjednih država i provincija od strane Astečkog carstva kao i poreze koje su ovi plaćali.
- Treći dio na 16 strana opisuje svakodnevni život Asteka i socijalne običaje s jednim brojem slika u tipičnom piktogram stilu.

Knjiga je napisana na europskom papiru.

## Povijest
Codex Mendoza je vjerojatno napisan po naredbi zamjenika kralja Vicekraljevstva Nove Španjolske don Antonia de Mendoze a napravljen je u Mexico Cityju oko 1541. do 1542. Svrha izrade spisa je bilo opisivanje novih provincija kralju Karlu V.:
Knjiga je poslana morskim putem za Španjolsku, ali brod je napadnut od francuskih gusara i knjiga završava u Francuskoj. 
Oko 1533. dolazi u vlasništvo znanstvenika Andréa de Theveta koji je djelovao na dvoru Henrika II.
Poslije toga knjiga je prodana britanskom geografu Richardu Hakluytu a poslije njega je tijekom godina promijenila više vlasnika prije nego što je postala vlasništvo odvjetnika Johna Seldonsa.
1659. knjiga je poklonjena Bodleianskoj knjižnici, no pada u zaborav sve dok nije ponovno pronađena 1831.
1992. je objavljeno novo izdanje "The Codex Mendoza" na University of California Press napisano od strane Frances Berdan i Patricie Rieff Anawalt.

## Vanjske poveznice
- O Codex Mendozi
- Slike iz Codexa Mendoza